# 9388 Takeno
9388 Takeno è un asteroide della fascia principale. Scoperto nel 1994, presenta un'orbita caratterizzata da un semiasse maggiore pari a 2,2478938 UA e da un'eccentricità di 0,1912622, inclinata di 4,74217° rispetto all'eclittica.
L'asteroide è dedicato a Hyoichiro e Setsuo Takeno, rispettivamente padre e figlio, entrambi professori all'Università di Hiroshima.